# Zgornji Kamenščak
Zgornji Kamenščak – wieś w Słowenii, w gminie Ljutomer. W 2018 roku liczyła 100 mieszkańców.